# Campo Grande (Lisbona)
Campo Grande è una ex freguesia del Portogallo e un quartiere della città di Lisbona. 
La freguesia è stata soppressa nel 2012 in seguito all'approvazione della riforma dell'assetto amministrativo di Lisbona; il suo territorio è stato suddiviso tra le freguesias di Alvalade e São Domingos de Benfica.